# Vez da Voz
Vez da Voz é uma OSCIP (Organização da Sociedade Civil de Interesse Público) criada em 2004 que tem por objetivo lutar pela inclusão de pessoas com qualquer tipo de deficiência. Com representantes em São Paulo e Campinas, a Vez da Voz é formada por profissionais com e sem deficiência, entre eles jornalistas, fonoaudiólogos, psicólogos, pedagogos, estudantes, artistas, intérpretes e assessores da Língua Brasileira de Sinais (LIBRAS), assim como audio descritores, editores, cinegrafistas e web designers, que criam formatos inclusivos para a mídia e tentam de alguma maneira facilitar a comunicação desse grupo.

## Ações
As ações da Vez da Voz são variadas e focam na comunicação, na informação e no adequado atendimento às pessoas com deficiência. Dentre as ações desenvolvidas estão a produção de vídeos inclusivos (com narração, Língua de Sinais, legenda e áudio descrição), a elaboração de materiais educativos, oferecimento de palestras, cursos e treinamentos em empresas, além de apresentações artísticas.

## Projetos
Em 2011, a Vez da Voz lançou um curta que enfoca as dificuldades e as possibilidades de inclusão da pessoa com deficiência em diversas atividades cotidianas, além de instigar a população a se colocar no lugar dos deficientes e pessoas que têm mobilidade reduzida.
O curta-metragem foi produzido em 2010 pela Vez da Voz em parceria com a Inclusiva Filmes por uma equipe de 14 voluntários com e sem deficiência. O vídeo foi gravado nas ruas de São Paulo sem nenhum tipo de apoio ou patrocínio e é também voltado para o público em geral. “Nossa intenção é fazer com que as pessoas coloquem a cidadania em prática e se preparem para lidar com o diferente. Conseguir produzir esse curta, que poderá ser assistido por pessoas surdas, cegas e sem deficiência “aparente” é uma grande realização e mostra que é possível fazer uma comunicação para todos”, afirma Cláudia Cotes, presidente da ONG Vez da Voz.  
A Vez da Voz também produz o primeiro telejornal inclusivo da internet e da Televisão Brasileira: o Telelibras, que mostra a diversidade racial entre os jornalistas. Apresenta intérpretes de LIBRAS ao lado do apresentador e ainda conta com uma equipe de repórteres com deficiência. Todos informam o que acontece no Brasil e no mundo, como um jornal normal. É voltado para o público surdo, que pouco entende a Língua Portuguesa e se comunica em LIBRAS, uma língua que não é universal, e que tem uma estrutura gramatical própria.       

## Prêmios
•Finalista do prêmio empreendedor social de 2009, promovido pela Folha de S.Paulo e Fundação Schwab, na qual umas das fonoaudiólogas da ONG define o prêmio como: “Para quem vê, a imagem. Para quem não enxerga, a audiodescrição. Para quem ouve, o som. Para quem não escuta, mas lê, a legenda. Para quem não escuta e usa a língua de sinais, a Libras (Língua Brasileira de Sinais). Para qualquer cidadão brasileiro, a informação”. 
•Finalista do Prêmio Cultura Viva, promovido pelo ministério da Cultura/2010.
•Finalista do projeto Generosidade 2010, promovido pela Editora Globo.